# Alice Cooper (Band)/Diskografie
Diese Diskografie ist eine Übersicht über die musikalischen Werke der US-amerikanischen Rockband Alice Cooper. Den Schallplattenauszeichnungen zufolge hat sie bisher mehr als 6,1 Millionen Tonträger verkauft. Ihre erfolgreichste Veröffentlichung ist die zweite Kompilation Alice Cooper’s Greatest Hits mit über 1,3 Millionen verkauften Einheiten.

## Alben

### Studioalben
| Jahr | Titel Musiklabel                                 | Höchstplatzierung, Gesamtwochen/‑monate, AuszeichnungChartplatzierungen (Jahr, Titel, Musiklabel, Platzierungen, Wochen/Monate, Auszeichnungen, Anmerkungen) | Höchstplatzierung, Gesamtwochen/‑monate, AuszeichnungChartplatzierungen (Jahr, Titel, Musiklabel, Platzierungen, Wochen/Monate, Auszeichnungen, Anmerkungen) | Höchstplatzierung, Gesamtwochen/‑monate, AuszeichnungChartplatzierungen (Jahr, Titel, Musiklabel, Platzierungen, Wochen/Monate, Auszeichnungen, Anmerkungen) | Höchstplatzierung, Gesamtwochen/‑monate, AuszeichnungChartplatzierungen (Jahr, Titel, Musiklabel, Platzierungen, Wochen/Monate, Auszeichnungen, Anmerkungen) | Höchstplatzierung, Gesamtwochen/‑monate, AuszeichnungChartplatzierungen (Jahr, Titel, Musiklabel, Platzierungen, Wochen/Monate, Auszeichnungen, Anmerkungen) | Anmerkungen                                                   |
| Jahr | Titel Musiklabel                                 | DE | AT | CH | UK | US | Anmerkungen                                                   |
| ---- | ------------------------------------------------ | --- | --- | --- | --- | --- | ------------------------------------------------------------- |
| 1969 | Pretties for You Straight Records (WMG)          | — | — | — | — | US193 (6 Wo.)US | Erstveröffentlichung: 25. Juni 1969                           |
| 1970 | Easy Action Straight Records (WMG)               | — | — | — | — | — | Erstveröffentlichung: 27. März 1970                           |
| 1971 | Love It to Death Straight Records (WMG)          | — | — | — | UK28 (7 Wo.)UK | US35 Platin · (38 Wo.)US | Erstveröffentlichung: 9. März 1971 Verkäufe: + 1.000.000      |
| 1971 | Killer Warner Bros. Records (WMG)                | — | — | CH82 a (1 Wo.)CH | UK27 (18 Wo.)UK | US21 Platin · (54 Wo.)US | Erstveröffentlichung: 27. November 1971 Verkäufe: + 1.000.000 |
| 1972 | School’s Out Warner Bros. Records (WMG)          | DE3 (37 Wo.)DE | AT8 (3 Mt.)AT | CH83 a (1 Wo.)CH | UK4 (20 Wo.)UK | US2 Platin · (32 Wo.)US | Erstveröffentlichung: 30. Juni 1972 Verkäufe: + 1.020.000     |
| 1973 | Billion Dollar Babies Warner Bros. Records (WMG) | DE9 (29 Wo.)DE | AT4 (4 Mt.)AT | — | UK1 (23 Wo.)UK | US1 Platin · (50 Wo.)US | Erstveröffentlichung: 25. Februar 1973 Verkäufe: + 1.085.000  |
| 1973 | Muscle of Love Warner Bros. Records (WMG)        | — | — | — | UK34 (4 Wo.)UK | US10 Gold · (21 Wo.)US | Erstveröffentlichung: 20. November 1973 Verkäufe: + 500.000   |
| 2025 | The Revenge of Alice Cooper earMusic (Edel)      | DE2 (… Wo.)DE | AT3 (… Wo.)AT | CH2 (… Wo.)CH | UK9 (… Wo.)UK | US72 (1 Wo.)US | Erstveröffentlichung: 25. Juli 2025                           |

grau schraffiert: keine Chartdaten aus diesem Jahr verfügbar

### Kompilationen
| Jahr | Titel Musiklabel                                          | Höchstplatzierung, Gesamtwochen, AuszeichnungChartplatzierungen (Jahr, Titel, Musiklabel, Platzierungen, Wochen, Auszeichnungen, Anmerkungen) | Höchstplatzierung, Gesamtwochen, AuszeichnungChartplatzierungen (Jahr, Titel, Musiklabel, Platzierungen, Wochen, Auszeichnungen, Anmerkungen) | Höchstplatzierung, Gesamtwochen, AuszeichnungChartplatzierungen (Jahr, Titel, Musiklabel, Platzierungen, Wochen, Auszeichnungen, Anmerkungen) | Höchstplatzierung, Gesamtwochen, AuszeichnungChartplatzierungen (Jahr, Titel, Musiklabel, Platzierungen, Wochen, Auszeichnungen, Anmerkungen) | Höchstplatzierung, Gesamtwochen, AuszeichnungChartplatzierungen (Jahr, Titel, Musiklabel, Platzierungen, Wochen, Auszeichnungen, Anmerkungen) | Anmerkungen                                                |
| Jahr | Titel Musiklabel                                          | DE | AT | CH | UK | US | Anmerkungen                                                |
| ---- | --------------------------------------------------------- | --- | --- | --- | --- | --- | ---------------------------------------------------------- |
| 1973 | School Days – The Early Recordings Straight Records (WMG) | DE46 (4 Wo.)DE | — | — | UK13 (8 Wo.)UK | — | Erstveröffentlichung: 22. März 1973                        |
| 1974 | Greatest Hits Warner Bros. Records (WMG)                  | — | — | — | — | US8 Platin · (23 Wo.)US | Erstveröffentlichung: 1. August 1974 Verkäufe: + 1.370.000 |

grau schraffiert: keine Chartdaten aus diesem Jahr verfügbar

### EPs
| Jahr | Titel Musiklabel                             | Anmerkungen                         |
| ---- | -------------------------------------------- | ----------------------------------- |
| 1973 | Muscle of Love EP Warner Bros. Records (WMG) | Erstveröffentlichung: November 1973 |

## Singles

### Als Leadmusiker
| Jahr | Titel Album                                                | Höchstplatzierung, Gesamtwochen/‑monate, AuszeichnungChartplatzierungen (Jahr, Titel, Album, Platzierungen, Wochen/Monate, Auszeichnungen, Anmerkungen) | Höchstplatzierung, Gesamtwochen/‑monate, AuszeichnungChartplatzierungen (Jahr, Titel, Album, Platzierungen, Wochen/Monate, Auszeichnungen, Anmerkungen) | Höchstplatzierung, Gesamtwochen/‑monate, AuszeichnungChartplatzierungen (Jahr, Titel, Album, Platzierungen, Wochen/Monate, Auszeichnungen, Anmerkungen) | Höchstplatzierung, Gesamtwochen/‑monate, AuszeichnungChartplatzierungen (Jahr, Titel, Album, Platzierungen, Wochen/Monate, Auszeichnungen, Anmerkungen) | Höchstplatzierung, Gesamtwochen/‑monate, AuszeichnungChartplatzierungen (Jahr, Titel, Album, Platzierungen, Wochen/Monate, Auszeichnungen, Anmerkungen) | Anmerkungen                                              |
| Jahr | Titel Album                                                | DE | AT | CH | UK | US | Anmerkungen                                              |
| ---- | ---------------------------------------------------------- | --- | --- | --- | --- | --- | -------------------------------------------------------- |
| 1969 | Reflected Pretties for You                                 | — | — | — | — | — | Erstveröffentlichung: 19. Mai 1969                       |
| 1970 | Shoe Salesman Easy Action                                  | — | — | — | — | — | Erstveröffentlichung: Juni 1970                          |
| 1970 | Eighteen Love It to Death                                  | — | — | — | — | US21 (13 Wo.)US | Erstveröffentlichung: 11. November 1970                  |
| 1971 | Caught in a Dream Love It to Death                         | — | — | — | — | US94 (3 Wo.)US | Erstveröffentlichung: 27. April 1971                     |
| 1971 | Under My Wheels Killer                                     | — | — | — | — | US59 (8 Wo.)US | Erstveröffentlichung: 28. September 1971                 |
| 1972 | Be My Lover Killer                                         | — | — | — | — | US49 (10 Wo.)US | Erstveröffentlichung: 8. Februar 1972                    |
| 1972 | School’s Out                                               | DE5 (28 Wo.)DE | AT12 (1 Mt.)AT | — | UK1 Silber · (12 Wo.)UK | US7 (13 Wo.)US | Erstveröffentlichung: 26. April 1972 Verkäufe: + 200.000 |
| 1972 | Elected Billion Dollar Babies                              | DE3 (20 Wo.)DE | AT3 (3 Mt.)AT | — | UK4 (10 Wo.)UK | US26 (8 Wo.)US | Erstveröffentlichung: 6. September 1972                  |
| 1973 | Hello Hooray Billion Dollar Babies                         | DE13 (13 Wo.)DE | AT16 (2 Mt.)AT | — | UK6 (12 Wo.)UK | US35 (10 Wo.)US | Erstveröffentlichung: 3. Januar 1973                     |
| 1973 | No More Mr. Nice Guy Billion Dollar Babies                 | DE10 (14 Wo.)DE | AT14 (1 Mt.)AT | — | UK10 (10 Wo.)UK | US25 (12 Wo.)US | Erstveröffentlichung: 16. März 1973                      |
| 1973 | Halo of Flies Killer                                       | — | — | — | — | — | Erstveröffentlichung: Juni 1973                          |
| 1973 | Billion Dollar Babies                                      | DE30 (2 Wo.)DE | — | — | — | US57 (6 Wo.)US | Erstveröffentlichung: 11. Juli 1973                      |
| 1973 | Teenage Lament ’74 Muscle of Love                          | DE43 (1 Wo.)DE | — | — | UK12 (7 Wo.)UK | US48 (8 Wo.)US | Erstveröffentlichung: 28. November 1973                  |
| 1973 | Working Up a Sweat Muscle of Love                          | — | — | — | — | — | Erstveröffentlichung: 30. November 1973                  |
| 1974 | Muscle of Love                                             | — | — | — | — | — | Erstveröffentlichung: 25. Januar 1974                    |
| 2023 | You Drive Me Nervous (Live) Killer (Expanded & Remastered) | — | — | — | — | — | Erstveröffentlichung: 12. Mai 2023                       |
| 2025 | Black Mamba The Revenge of Alice Cooper                    | — | — | — | — | — | Erstveröffentlichung: 23. April 2025                     |
| 2025 | Wild Ones The Revenge of Alice Cooper                      | — | — | — | — | — | Erstveröffentlichung: 4. Juni 2025                       |
| 2025 | Up All Night The Revenge of Alice Cooper                   | — | — | — | — | — | Erstveröffentlichung: 16. Juli 2025                      |

grau schraffiert: keine Chartdaten aus diesem Jahr verfügbar

## Musikvideos
| Jahr | Titel                         | Regie      |
| ---- | ----------------------------- | ---------- |
| 1969 | Reflected                     |            |
| 1969 | Levity Ball                   |            |
| 1972 | Elected                       | Hart Perry |
| 1972 | I’m Eighteen                  |            |
| 1972 | Under My Wheels (2 Versionen) |            |
| 1973 | Hello Hooray                  |            |
| 1973 | Teenage Lament ’74            |            |
| 2025 | Wild Ones                     |            |

## Promoveröffentlichungen
| Jahr | Titel Album                                                  | Anmerkungen                        |
| ---- | ------------------------------------------------------------ | ---------------------------------- |
| 1973 | Slick Black Limousine Billion Dollar Babies (Deluxe Edition) | Erstveröffentlichung: Februar 1973 |

## Sonderveröffentlichungen
| Jahr | Titel Soundtrack                 | Anmerkungen                |
| ---- | -------------------------------- | -------------------------- |
| 1971 | Black Juju Medicine Ball Caravan | Erstveröffentlichung: 1971 |

## Statistik

### Chartauswertung
|                     | DE    | AT    | CH    | UK    | US    |
| ------------------- | ----- | ----- | ----- | ----- | ----- |
| Nummer-eins-Alben   | DE—DE | AT—AT | CH—CH | UK1UK | US1US |
| Top-10-Alben        | DE3DE | AT3AT | CH1CH | UK3UK | US4US |
| Alben in den Charts | DE4DE | AT3AT | CH3CH | UK7UK | US8US |

|                       | DE    | AT    | CH    | UK    | US     |
| --------------------- | ----- | ----- | ----- | ----- | ------ |
| Nummer-eins-Singles   | DE—DE | AT—AT | CH—CH | UK1UK | US—US  |
| Top-10-Singles        | DE3DE | AT1AT | CH—CH | UK4UK | US1US  |
| Singles in den Charts | DE6DE | AT4AT | CH—CH | UK5UK | US10US |

### Auszeichnungen für Musikverkäufe
| Goldene Schallplatte - Australien - 1972: für das Album School’s Out - 2001: für das Album Billion Dollar Babies - Kanada - 2012: für das Album Billion Dollar Babies | Platin-Schallplatte - Australien - 1990: für das Album Greatest Hits 3× Platin-Schallplatte - Kanada - 2012: für das Album Greatest Hits |

Anmerkung: Auszeichnungen in Ländern aus den Charttabellen bzw. Chartboxen sind in ebendiesen zu finden.
| Land/RegionAuszeichnungen für Musikverkäufe (Land/Region, Auszeichnungen, Verkäufe, Quellen) | Silber  | Gold     | Platin     | Verkäufe  | Quellen         |
| -------------------------------------------------------------------------------------------- | ------- | -------- | ---------- | --------- | --------------- |
| Australien (ARIA)                                                                            | —       | 2× Gold2 | Platin1    | 125.000   | aria.com.au     |
| Kanada (MC)                                                                                  | —       | Gold1    | 3× Platin3 | 350.000   | musiccanada.com |
| Vereinigte Staaten (RIAA)                                                                    | —       | Gold1    | 5× Platin5 | 5.500.000 | riaa.com        |
| Vereinigtes Königreich (BPI)                                                                 | Silber1 | —        | —          | 200.000   | bpi.co.uk       |
| Insgesamt                                                                                    | Silber1 | 4× Gold4 | 9× Platin9 |           |                 |